# 1648 w polityce

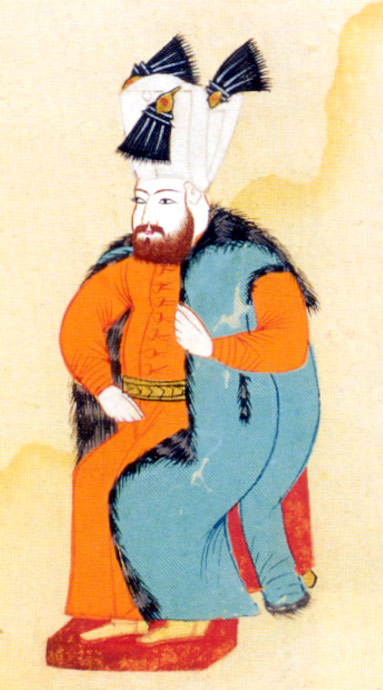
Ibrahim I

Wydarzenia polityczne w 1648 roku.

## Wydarzenia
- 29 kwietnia-16 maja — Bitwa nad Żółtymi Wodami.
- 26 maja — Bitwa pod Korsuniem.
- 23 września-25 września — Bitwa pod Piławcami.
- 24 października – zawarto pokój westfalski, który zakończył wojnę trzydziestoletnią[1].
- 20 listopada — Jan Kazimierz Waza został wybrany na króla Polski[2][3].

## Urodzili się
- 26 kwietnia — Piotr II Spokojny, król Portugalii[4].
- 24 maja — Albrecht, książę Saksonii-Coburg[5].

## Zmarli
- 28 lutego — Chrystian IV Oldenburg, król Danii.
- 20 maja —  Władysław IV Waza, król Polski[6].
- Ibrahim I, sułtan turecki[7].